# Samiec

Symbol płci męskiej i planety Mars

Samiec (♂), inaczej organizm męski – organizm, który produkuje ruchliwe komórki rozrodcze - plemniki. U ssaków płeć męska jest determinowana obecnością chromosomu Y, podczas gdy brak tego chromosomu warunkuje płeć żeńską; jeśli jednak obecny na nim gen SRY jest nieaktywny, organizm wykształca cechy typowo żeńskie (zespół Swyera).
Oznaczany jest symbolem Marsa.
Powszechnie akceptowanym symbolem używanym do reprezentowania płci męskiej jest ♂ (Alt codes: Alt+11).